# アレクサンダー・マンニンガー
- アレクサンダー・マニンガー

アレクサンダー・マンニンガー（Alexander Manninger, 1977年6月4日 - ）はオーストリア・ザルツブルク州ザルツブルク市出身の元サッカー選手。現役時代のポジションはゴールキーパー。
『マニンガー』と表記されることもある。

## 来歴
オーストリア・ブンデスリーガに属するSVアウストリア・ザルツブルクで18歳の若さでプロ契約を得るものの実績は残せず、オーストリア3部のクラブにレンタルされる。しかしレンタル先での活躍が認められ、オーストリア・ブンデスリーガのグラーツァーAKに移籍。
同クラブでの国内リーグ及びUEFAカップでの活躍がプレミアリーグの名門アーセナルFCのアーセン・ヴェンゲル監督の目を引き、1997年に20歳で移籍。当時ナンバー1GKであったデビッド・シーマンの控えだったが、シーマンは既にベテランの域に達しており怪我でプレミアリーグも度々長期離脱したため、プレミアリーグ及びFAカップに出場し、双方で優勝を果たした。

2001年にレンタル移籍したACFフィオレンティーナでは定位置を掴んだ。その後はRCDエスパニョール、ACトリノ、ボローニャFCなどでプレーしたがポジション確保には至らなかった。2005年に母国のレッドブル・ザルツブルクに移籍するが、2006年に就任したジョヴァンニ・トラパットーニ監督がライバルのティモ・オクスを正GKに指名したため、ACシエナにレンタル移籍。セリエAに舞い戻った。シエナではポジションを確保し、2年連続で残留に貢献した。
レンタル期間終了となった2008年6月30日に一旦レッドブル・ザルツブルクへ復帰。しかしクラブの構想から外れたため、7月16日にウディネーゼ・カルチョへ移籍する。
しかしウディネーゼに移籍してから2か月後になる8月5日にはリーグ首位のユヴェントスFCへ4年契約で完全移籍した。9月22日のカリアリ・カルチョ戦でジャンルイジ・ブッフォンの負傷によって途中出場した。当時のブッフォンは負傷が多かったため、リーグ戦で16試合に出場した。2009年末、ブッフォンは左膝半月板を手術。それ以降はチーム成績は振るわなかったものの代役を見事に務め、ガゼッタ・デロ・スポルトからセリエA前半の最優秀GKとして表彰された。
2010年もブッフォンは負傷に悩まされたがマルコ・ストラーリが加入し、第3GKに降格。リーグ戦での出番はなかったが、UEFAヨーロッパリーグでは出場機会を得た。2011-12シーズンはブッフォンが久々に健在で出場機会が訪れなかった。チーム9季ぶりのスクデット獲得ならびにセリエAで20季ぶりの無敗優勝を見届け、契約満了によりシーズン終了後に退団した。
その後は3か月間無所属が続いたが、2012年11月21日にシモン・イェンツシュ（Simon Jentzsch）の負傷で正GKを探していたドイツ・ブンデスリーガのFCアウクスブルクへ移籍した。当初は1年契約であったものの、最終的に2016年6月まで延長された。
2015年夏の時点ではドイツ・ブンデスリーガの最年長選手であった。
2016年7月、イングランド・プレミアリーグに属するリヴァプールFCに移籍した。
2017年5月25日、現役引退を発表。

## 所属クラブ
- SVアウストリア・ザルツブルク 1995-1996

→ V・シュタイヤー 1995
- グラーツァーAK 1996-1997
- アーセナルFC 1997-2002

→ ACFフィオレンティーナ 2001-2002
- RCDエスパニョール 2002
- トリノFC 2003
- ボローニャFC 2003-2005

→ ACシエナ 2004-2005
- レッドブル・ザルツブルク 2005-2006
- ACシエナ 2006-2008
- レッドブル・ザルツブルク 2008
- ウディネーゼ 2008
- ユヴェントスFC 2008-2012
- FCアウクスブルク 2012-2016
- リヴァプールFC 2016-2017

## タイトル

### クラブ
アーセナルFC
- プレミアリーグ：1997-98
- FAカップ：1998
- コミュニティーシールド：1998, 1999

ユヴェントスFC
- セリエA：2011-12